# Wolfert Brederode

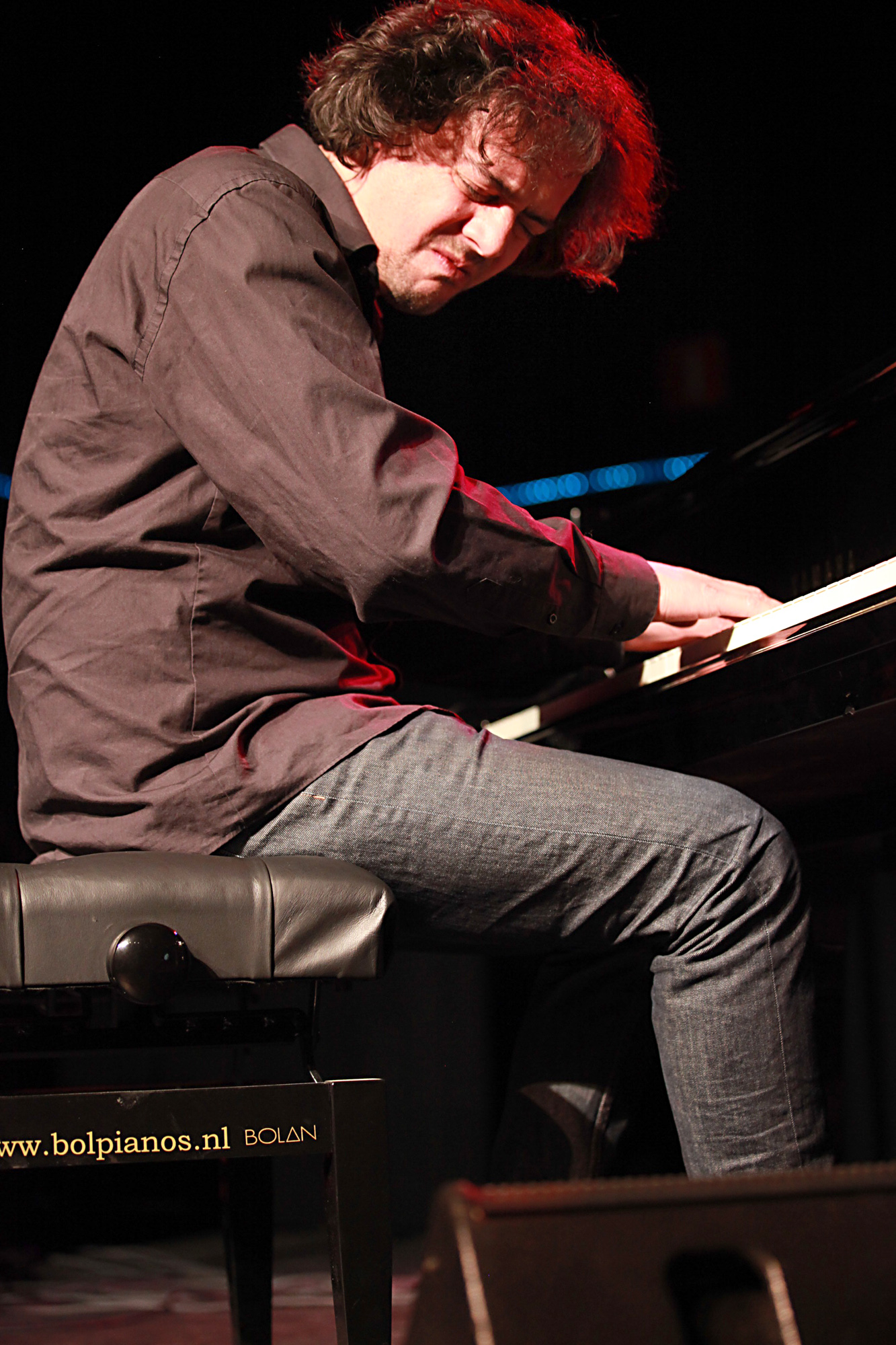
Wolfert Brederode

Wolfert Brederode (* 1974 in Wassenaar bei  Den Haag) ist ein niederländischer Pianist und Komponist.

## Leben und Wirken
Brederode studierte am Königlichen Konservatorium von Den Haag Jazzpiano. Er schloss sein Studium 1999 mit einem Master in Music Degree ab.
Mit Eric Ineke gründete er ein Quintett. Er ist unter anderem mit der Folk-Jazz-Sängerin Susanne Abbuehl auf drei CDs des Labels ECM, April, Compass und The Gift, zu hören. 2007 erschien, ebenfalls bei ECM, die CD Currents seines Wolfert Brederode Quartets mit Claudio Puntin, Samuel Rohrer und Mats Eilertsen. Mit David Liebman, Christof May und Florian Zenker bildete er die Gruppe Nimbus, mit der er auch aufnahm.
Brederode arbeitete u. a. mit Yuri Honing, Michel Portal, Jarmo Hoogendijk, Harry Sokal, Kristina Fuchs,  Ack van Rooyen, Arve Henriksen und John Ruocco. Yuri Honings schwermütiges Duo-Album Avalon Songs mit ihm hat der NDR als „CD der Woche“ ausgewählt.
Sein 2022 wiederum bei ECM erschienenes Album Ruins and Remains entstand bereits 2018 und spielt im Titel auf das Ende des Ersten Weltkriegs an, das hundert Jahre zurücklag. Seine Kompositionen und Arrangements für Klavier, Perkussion und Streichquartett drehen sich um „Verlust, Kummer und Resilienz jener Zeit“. Es erhielt den Edison Jazz Award in der Kategorie „Instrumentaal Nationaal.“

## Diskographische Hinweise
- 2007: Currents (ECM)
- 2011: Post Scriptum (ECM)
- 2016: Black Ice (ECM)
- 2022: Ruins and Remains (ECM), mit dem Matangi Quartet und Joost Lijbaart